# Taktshang

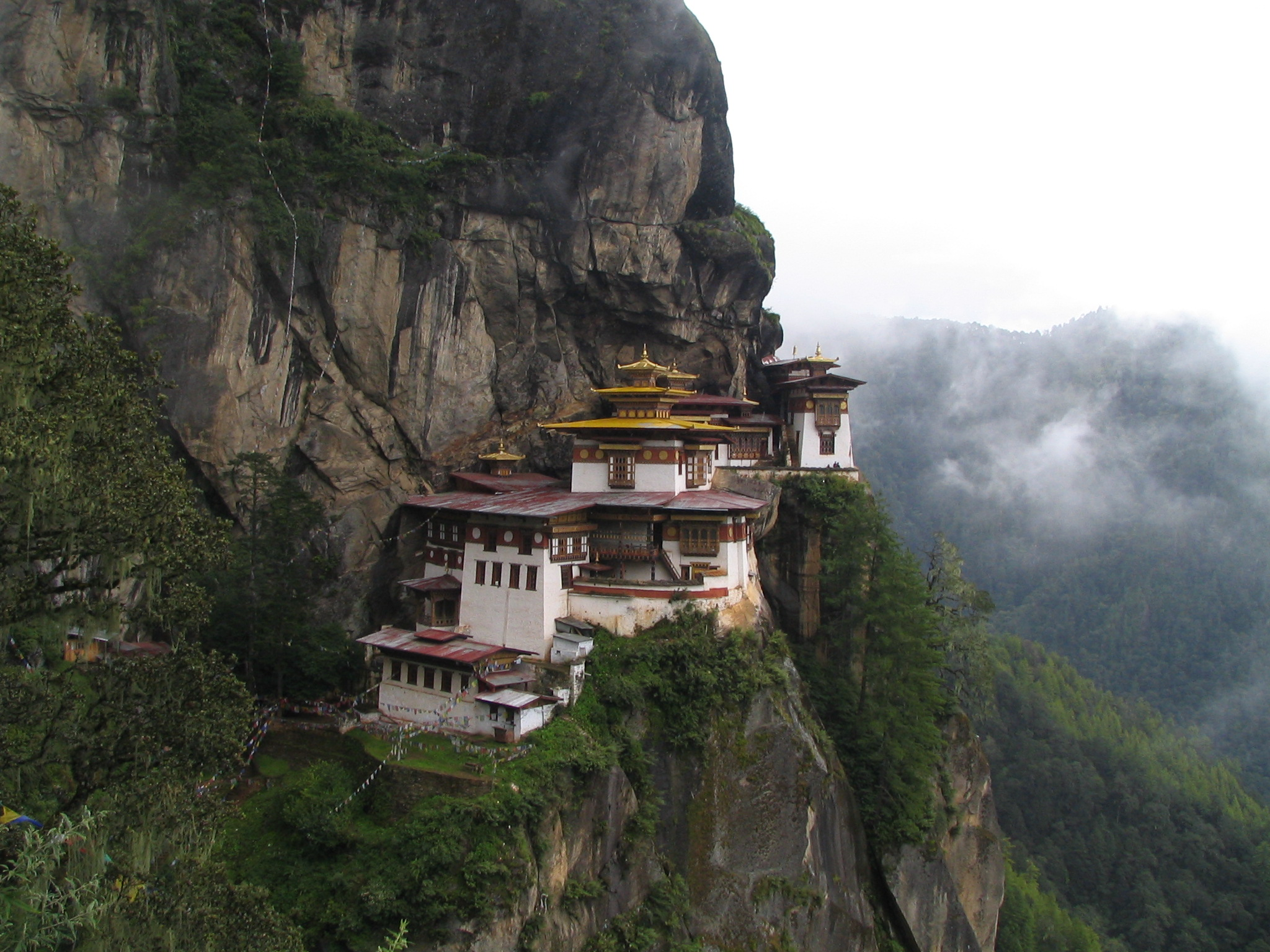
Taktshang

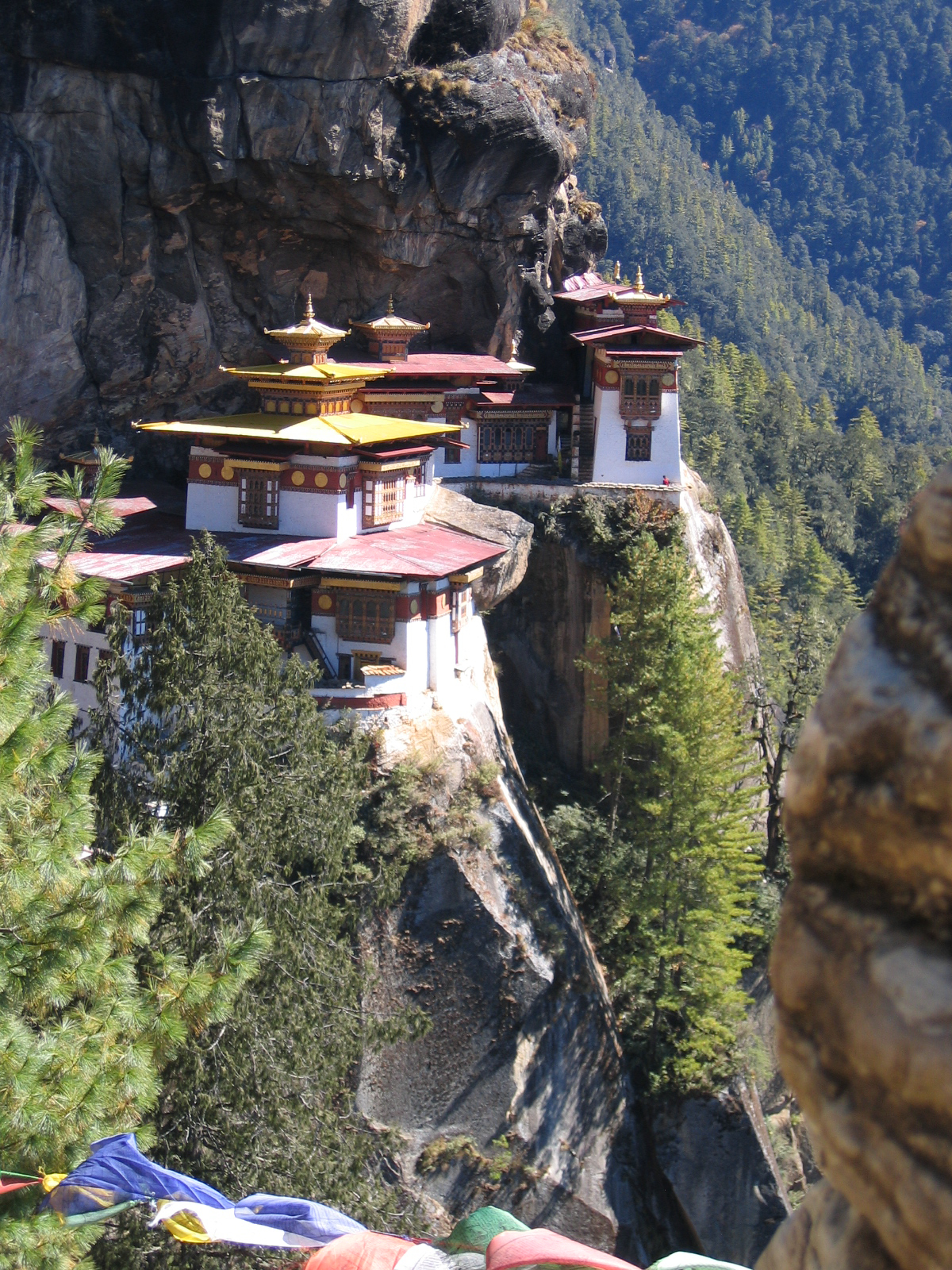
Taktshang

Taktshang is een van de Tibetaans boeddhistische kloosters van de bergstaat Bhutan. Het heeft zeven tempels. De naam Taktshang betekent Tijgernest. Het is tegen de rotsen opgebouwd en hangt 700 meter boven de Parovallei. Het ligt 3120 meter boven zeeniveau.
Het klooster is alleen te voet of eventueel per ezel te bereiken. Langs het pad naar boven zijn verschillende gebedsplaatsen te vinden. Ook staat er een, door een waterrad aangedreven, gebedsmolen.

## Legende
Volgens de overleveringen vloog Padmasambhava op de rug van een tijger naar deze locatie toe. Het klooster wordt daarom ook het "Tijgersnest" genoemd.